# Mexobisium venii
Mexobisium venii är en spindeldjursart som beskrevs av William B. Muchmore 1998. Mexobisium venii ingår i släktet Mexobisium och familjen Bochicidae. Inga underarter finns listade i Catalogue of Life.